# 수도 이름순 수도 목록
수도 이름순 수도 목록은 수도 이름순으로 정렬된 수도 목록이다.

## 가
- 가보로네 -  보츠와나
- 과테말라 시 -  과테말라
- 귀스타비아 -  생바르텔레미
- 그로즈니 -  체첸 공화국
- 기테가 -  부룬디 (정치 수도)

## 나
- 나소 -  바하마
- 나이로비 -  케냐
- 네피도 -  미얀마
- 노비사드 -  보이보디나
- 누메아 -  누벨칼레도니
- 누악쇼트 -  모리타니
- 누쿠스 -  카라칼파크스탄
- 누쿠알로파 -  통가
- 누크 -  그린란드
- 뉴델리 -  인도
- 니아메 -  니제르
- 니코시아 -  키프로스

## 다
- 다마스쿠스 -  시리아
- 다카 -  방글라데시
- 다카르 -  세네갈
- 더글러스 -  맨섬
- 더블린 -  아일랜드
- 도도마 -  탄자니아
- 도쿄 -  일본
- 도하 -  카타르
- 두샨베 -  타지키스탄
- 디에고 가르시아 섬 -  차고스 제도
- 딜리 -  동티모르

## 라
- 라고스 -  나이지리아 (행정 수도)
- 라말라 -  팔레스타인 (임시 행정 수도)
- 라바트 -  모로코 (공식 수도)
- 라싸시 -  티베트
- 라파스 -  볼리비아 (행정 수도)
- 러프 요새 -  시랜드 공국 (사실상 수도)
- 런던 -  영국
- 런던 -  잉글랜드
- 레이캬비크 -  아이슬란드
- 로마 -  몰타 기사단
- 로마 -  이탈리아
- 로메 -  토고
- 로조 -  도미니카 연방
- 루사카 -  잠비아
- 루안다 -  앙골라
- 룩셈부르크 시 -  룩셈부르크
- 류블랴나 -  슬로베니아
- 리가 -  라트비아
- 리마 -  페루
- 리브르빌 -  가봉
- 리스본 -  포르투갈
- 리야드 -  사우디아라비아
- 릴롱궤 -  말라위

## 마
- 마나과 -  니카라과
- 마나마 -  바레인
- 마닐라 -  필리핀
- 마드리드 -  스페인
- 마리고 -  생마르탱
- 마세루 -  레소토
- 마주로 -  마셜 제도
- 마카오 -  마카오
- 마타우투 -  왈리스 푸투나
- 마푸투 -  모잠비크
- 말라보 -  적도 기니
- 말레 -  몰디브
- 말타 궁전 -  몰타 기사단
- 멕시코 시티 -  멕시코
- 모가디슈 -  소말리아
- 모나코 -  모나코 (도시 국가)
- 모로니 -  코모로
- 모스크바 -  러시아
- 몬로비아 -  라이베리아
- 몬테비데오 -  우루과이
- 무스카트 -  오만
- 민스크 -  벨라루스

## 바
- 바그다드 -  이라크
- 바냐루카 -  스릅스카 공화국
- 바르샤바 -  폴란드
- 바르셀로나 -  카탈루냐
- 바마코 -  말리
- 바스테르 -  세인트키츠 네비스
- 바쿠 -  아제르바이잔
- 바투미 -  아자리야
- 바티칸 시 -  바티칸 시국 (도시 국가)
- 반다르스리브가완 -  브루나이
- 반줄 -  감비아
- 발레타 -  몰타
- 방기 -  중앙아프리카 공화국
- 방콕 -  태국
- 베른 -  스위스
- 베를린 -  독일
- 베오그라드 -  세르비아
- 베이루트 -  레바논
- 베이징 -  중화인민공화국
- 벨모판 -  벨리즈
- 벨파스트 -  북아일랜드
- 보고타 -  콜롬비아
- 부다페스트 -  헝가리
- 부에노스아이레스 -  아르헨티나
- 부줌부라-  부룬디
- 부쿠레슈티 -  루마니아
- 북니코시아 -  북키프로스
- 브라자빌 -  콩고 공화국
- 브라질리아 -  브라질
- 브라티슬라바 -  슬로바키아
- 브뤼셀 -  벨기에
- 브리지타운 -  바베이도스
- 블룸폰테인, 프리토리아, -  남아프리카 공화국 (각각 사법, 행정)
- 비사우 -  기니비사우
- 비슈케크 -  키르기스스탄
- 비엔티안 -  라오스
- 빅토리아 -  세이셸
- 빅토리아시티 -  홍콩
- 빈 -  오스트리아
- 빈트후크 -  나미비아
- 빌뉴스 -  리투아니아

## 사
- 사나 -  예멘
- 사라예보 -  보스니아 헤르체고비나
- 사우스타라와 -  키리바시 (정식 수도)
- 사이판섬 -  북마리아나 제도 (주장)
- 산마리노 -  산마리노
- 산살바도르 -  엘살바도르
- 산토도밍고 -  도미니카 공화국
- 산티아고 -  칠레
- 산호세 -  코스타리카
- 산후안 -  푸에르토리코
- 상투메 -  상투메 프린시페
- 생피에르 -  생피에르 미클롱
- 세인트조지스 -  그레나다
- 세인트존스 -  앤티가 바부다
- 세인트피터포트 -  건지섬
- 세인트헬리어 -  저지섬
- 서울 -  대한민국
- 소피아 -  불가리아
- 수바 -  피지
- 수크레 -  볼리비아 (공식 수도)
- 수후미 -  압하지야
- 스리자야와르데네푸라코테 -  스리랑카 (입법/사법 수도)
- 스코페 -  북마케도니아
- 스탠리 -  포클랜드 제도
- 스테파나케르트 -  아르차흐 공화국
- 스톡홀름 -  스웨덴
- 심페로폴 -  크림반도
- 싱가포르 -  싱가포르 (도시 국가)

## 아
- 아디스아바바 -  에티오피아
- 아르빌 -  쿠르드 자치구
- 아바나 -  쿠바
- 아바루아 -  쿡 제도
- 아부다비 -  아랍에미리트
- 아부자 -  나이지리아 (공식 수도)
- 아비장 -  코트디부아르 (행정 수도)
- 아순시온 -  파라과이
- 아스타나 -  카자흐스탄
- 아시가바트 -  투르크메니스탄
- 아스마라 -  에리트레아
- 아크라 -  가나
- 아테네 -  그리스
- 아피아 -  사모아
- 안도라라벨랴 -  안도라
- 안타나나리보 -  마다가스카르
- 알로피 -  니우에
- 알제 -  알제리
- 알파시르 -  다르푸르
- 암만 -  요르단
- 암스테르담 -  네덜란드 (공식 수도)
- 앙카라 -  튀르키예
- 애덤스타운 -  핏케언 제도
- 야렌 -  나우루
- 야무수크로 -  코트디부아르 (공식 수도)
- 야운데 -  카메룬
- 에든버러 -  스코틀랜드
- 엘아이운 -  서사하라 (법상 수도)
- 예레반 -  아르메니아
- 예루살렘 -  이스라엘 (공식 수도),  팔레스타인 (주장)
- 오슬로 -  노르웨이
- 오타와 -  캐나다
- 와가두구 -  부르키나파소
- 우루무치시 -  동튀르키스탄
- 울란바토르 -  몽골
- 워싱턴 D.C. -  미국
- 웨스트섬 -  코코스 제도
- 웰링턴 -  뉴질랜드
- 은누구 -  비아프라
- 은자메나 -  차드
- 음바바네 -  에스와티니
- 응게룰무드 -  팔라우 (공식 수도)
- 이슬라마바드 -  파키스탄

## 자
- 자그레브 -  크로아티아
- 자카르타 -  인도네시아
- 조지타운 -  가이아나
- 주바 -  남수단
- 지부티 -  지부티
- 지브롤터 -  지브롤터

## 차
- 츠힌발리 -  남오세티야

## 카
- 카디프 -  웨일스
- 카라카스 -  베네수엘라
- 카불 -  아프가니스탄
- 카사블랑카 -  모로코 (행정 수도)
- 카이로 -  이집트
- 카트만두 -  네팔
- 캄팔라 -  우간다
- 캐스트리스 -  세인트루시아
- 캔버라 -  오스트레일리아
- 캠프 저스티스-  영국령 인도양 지역
- 케이프타운 -  남아프리카 공화국 (입법 수도)
- 코나크리 -  기니
- 코로르 -  팔라우 (행정 수도)
- 코토누 -  베냉 (행정 수도)
- 코펜하겐 -  덴마크
- 콜롬보 -  스리랑카 (공식 수도)
- 콤라트 -  가가우지아
- 쿠알라룸푸르 -  말레이시아 (공식 수도)
- 쿠웨이트시티 -  쿠웨이트
- 키갈리 -  르완다
- 키시너우 -  몰도바
- 키이우 -  우크라이나
- 키토 -  에콰도르
- 킨샤사 -  콩고 민주 공화국
- 킹스타운 -  세인트빈센트 그레나딘
- 킹스턴 -  자메이카

## 타
- 타라와 -  키리바시 (행정 수도)
- 타슈켄트 -  우즈베키스탄
- 타이베이 -  중화민국
- 탈린 -  에스토니아
- 테구시갈파 -  온두라스
- 텔아비브 -  이스라엘 (실질적 수도)
- 테헤란 -  이란
- 튀니스 -  튀니지
- 트리폴리 -  리비아
- 트빌리시 -  조지아
- 티라나 -  알바니아
- 티라스폴 -  트란스니스트리아
- 티파리티 -  서사하라 (사실상 수도)
- 팀부 -  부탄
- 팀북투 -  아자와드 (정식 수도)

## 파
- 파나마 시 -  파나마
- 파두츠 -  리히텐슈타인
- 파라마리보 -  수리남
- 파리 -  프랑스
- 팔리키르 -  미크로네시아 연방
- 평양 -  조선민주주의인민공화국
- 포드고리차 -  몬테네그로
- 포르토노보 -  베냉 (공식 수도)
- 포르토프랭스 -  아이티
- 포트루이스 -  모리셔스
- 포트모르즈비 -  파푸아뉴기니
- 포트빌라 -  바누아투
- 포트오브스페인 -  트리니다드 토바고
- 푸나푸티 -  투발루
- 푸트라자야 -  말레이시아 (행정 수도)
- 프놈펜 -  캄보디아
- 프라이아 -  카보베르데
- 프라하 -  체코
- 프리타운 -  시에라리온
- 프리토리아 -  남아프리카 공화국 (공식 수도)

## 하
- 하갓냐 -  괌
- 하노이 -  베트남
- 하라레 -  짐바브웨
- 하르게이사 -  소말릴란드
- 하르툼 -  수단
- 해밀턴 -  버뮤다
- 헤이그 -  네덜란드 (행정 수도)
- 헬싱키 -  핀란드
- 호니아라 -  솔로몬 제도